# 1987 (película)
1987 es una película autobiográfica de comedia dramática y coming-of-age de 2014 del director Ricardo Trogi protagonizada por Jean-Carl Boucher como Ricardo Trogi y Sandrine Bisson como Claudette Trogi. Es la secuela de la película 1981, que salió en 2009. La película pone énfasis en los años de adolescencia de Trogi, donde estaba experimentando problemas familiares y descubriendo su identidad sexual. También demuestra la vida de los inmigrantes de segunda generación.
Una tercera película de la serie, 1991, se estrenó en 2018..

## Argumento
En 1987, Ricardo (Jean-Carl Boucher), de 17 años, enfrenta los problemas habituales de los adolescentes, como estar enamorado de una compañera de clase llamada Sarah a pesar de que ya tiene una novia llamada Marie-Josée y tiene un automóvil. Con sus tres amigos se la pasan haciendo fiestas y se emborrachan. Cuando no pueden entrar en un bar después de graduarse, Ricardo decide abrir un bar para adolescentes menores de edad. 
En su primera noche de trabajo en la que se suponía que tendría relaciones sexuales con Marie-Josée y perdería la virginidad, Ricardo rompe un BMW y pone los daños y las reparaciones en el presupuesto del restaurante y es despedido de inmediato; una discusión con su padre hace que este último comience a hacer vino ilegalmente. Una noche, Ricardo y sus amigos encuentran una costosa radio en un auto y la roban para ganar dinero y convertirse en ladrones. Luego de poder entrar al bar, Ricardo se acerca de mala gana a Sarah.
El día de su graduación, Ricardo se entera de que Marie-Josée tuvo una aventura con un hombre en el bar. Ricardo siempre intenta ir y se separan; también se entera de que su proyecto de bar se hizo en una región cercana y uno de sus amigos ha sido admitido en la NHL. Para vengarse de Marie-Josée, Ricardo tiene una cita con Sarah que sale mal cuando Sarah anuncia su homosexualidad y Ricardo encuentra a Dallaire, uno de sus amigos, con Marie-Josée. Tratando de hablar con Marie-Josée, Ricardo se emborracha con el vino de su padre y es arrestado por la policía después de que el oficial encuentra las radios robadas y Ricardo intenta huir. Pensando que Dallaire engañó a Ricardo por tener una cita con Marie-Josée, Ricardo culpa a Dallaire por las radios robadas.
A la mañana siguiente, se produce una discusión con sus padres sobre las actividades de Ricardo y los negocios ilegales de su padre. La discusión se interrumpe cuando la hermana de Ricardo anuncia que ha llamado Marie-Josée. Luego, Ricardo toma una bicicleta y cabalga durante tres horas hasta Trois-Rivières, 136 kilómetros (85 mi) para tener sexo con Marie-Josée.
Más tarde se revela que la relación terminó después de 3 años y Ricardo nunca volvió a ver a Dallaire.

## Reparto
- Jean-Carl Boucher como Ricardo Trogi
- Sandrine Bisson como Claudette Trogi
- Claudio Colangelo como Benito Trogi
- Rose Adán como Nadia Trogi
- Laurent-Christophe De Ruelle como Boivin
- Pier-Luc Funk como Dallaire
- Simón Paloma como Caron
- Éléonore Lamothe como Marie-Josée
- Alyssa Labelle como Sara Delorme
- Jean-Pierre Bergeron como Primer Ministro de Quebec
- Rémi-Pierre Paquin como El gerente del restaurante

## Banda sonora
1. "Cum On Feel the Noize" - Interpretado por Quiet Riot

1. "Ce soir l'Amor est dans tes yeux" - Interpretado por Martine St-Clair
2. "Forever Young" - Interpretado por Alphaville
3. "Lavender" - Interpretado por Marillion
4. "Space Age Love Songl" - Interpretado por A Flock of Seagulls
5. "It's Like That" - Interpretado por Run-D.M.C.
6. "It's a Skin " - Interpretado por Pet Shop Boys
7. "Everytime I See Your Picture" - Interpretado por Luba
8. "I canto degli Italiani" - Escrito por Groffredo Mameli & Michele Novaro
9. "The Ride of the Valkyries" - Interpretado por Wiener Philharmoniker

## Recepción
La película recibió críticas positivas de las revistas locales de Montreal.

## Lanzamiento
La película se estrenó en los cines en el verano de 2014 y se estrenó en DVD, Blu-ray y VHS de edición limitada en diciembre de 2014.